# 混浴露天風呂連続殺人
『混浴露天風呂連続殺人』（こんよくろてんぶろれんぞくさつじん）は、1982年から2007年までテレビ朝日系『土曜ワイド劇場』で放送された刑事ドラマシリーズ。全26回。主演は古谷一行と木の実ナナ。
タイトルは『ピンクハンター』 → 『露天風呂連続殺人』（第1作） → 『混浴岩風呂連続殺人』（第2作） → 『混浴露天風呂シリーズ』（第3作・第4作） → 『混浴露天風呂連続殺人』（第5作 - 第16作） → 『元祖！混浴露天風呂連続殺人』（第17作 - 第21作） → 『混浴露天風呂連続殺人』（第22作 - 第25作） → 『混浴露天風呂連続殺人 ファイナル』（第26作）

## 概要・特色
拳銃片手に美女をという左近太郎警部（古谷一行）と、ファッショナブルで脚線美の山口かおり警部補（木の実ナナ）の、日本一オシャレな名刑事コンビが事件を追い解決していく。
前身となった作品は、1979年から『土曜ワイド劇場』で放送されていたカーター・ブラウン原作の『ピンクハンター』。
2作制作されたシリーズの設定はそのままに、オリジナルの脚本で「名刑事コンビシリーズ第3弾」として放送された1982年の「露天風呂連続殺人・婚前奥伊豆旅行」以降、混浴露天風呂を舞台にしたシリーズに路線変更した。スタート当時、他の土曜ワイド劇場の作品においてフィルム撮影が主流だったが、当作品は一貫してVTR撮影だった。
どの回でも、露天風呂のシーンでは女性（主にAV女優を起用）が乳房を一切隠さず登場する。サブタイトルにも「ヌードギャル」「美乳ギャル」など刺激的な言葉や地名を絡めることで視聴者に旅情をアピールしており、無名だった温泉地をロケに使用したことで秘湯ブームの火付け役にもなった。
2007年1月放送の第26作をもってシリーズが完結した。シリーズ最高視聴率は1986年9月の第5作で、関東地区で28.6%、関西地区で36.3%（土曜ワイド劇場史上最高視聴率）だった。
番組終了の経緯について最終作を担当した森山浩一プロデューサーは「全国の温泉をひと通り回り、秘湯ブームのさきがけとなった番組の使命は終わったかなと思っている。お色気は、終了とは無関係」と語っている。

## キャスト
本項での「PH第○作」は『ピンクハンター』の作品を指す。

### 警視庁原宿分室
左近太郎
演 - 古谷一行
経歴：警視庁原宿分室（PH第1作 - 第14作）
→ 警視庁浅草分室（第15作 - 第20作）
→ 警視庁原宿分室（第21作 - 第26作）
階級は警部。第15作で警視庁浅草分室に異動になるが、第20作で閉鎖されたため、第21作で警視庁原宿分室に転任する。なお、第9作では「警視庁 超高層分室」なる場所で勤務しているが、詳細は不明（山口や大平、鉢山も同様）。
山口かおり
演 - 木の実ナナ
経歴：警視庁原宿分室（PH第1作 - 第14作）
→ 警視庁浅草分室（第15作 - 第20作）
→ 警視庁原宿分室（第21作 - 第26作）
太郎の同僚。階級は警部補 → 警部（第15作 - ）。第15作で太郎と一緒に警視庁浅草分室に異動、第21作で警視庁原宿分室に転任。第26作で太郎から結婚指輪を渡され受け取る。
鉢山秀才
演 - 常田富士男（PH第1作 - 第14作・第17作・第25作）
経歴：警視庁原宿分室（PH第1作 - 第14作）
→ 紀行作家（第17作）
→ 大学講師（第25作）
部長刑事。太郎とかおりから連絡を受けた大平が鉢山に捜査を指示し、温泉に寄り道をしてから太郎たちと現地で合流するのが定番の展開。第17作では根室警察を退職し、紀行作家をしている。第25作では大学講師をしており、角館で秋田の旅に出かけた太郎とかおりにばったり会う。
常田は古谷の7歳年上だが、劇中では鉢山と呼び捨てにされるか、お前と呼ばれている。
大平
演 - 金田龍之介（PH第1作 - 第14作）
分室長。階級は警視。水虫に悩まされており、薬を塗りながら電話する場面が見られる。
ミエ
演 - 横山エミー（PH第1作・PH第2作）
秘書。
すみれ
演 - 斉藤ゆう子（第2作・第3作）
大平の秘書。
大泉純一
演 - 大浦龍宇一（第21作・第22作）
分室長。階級は警視。キャリア組。
倉本一平
演 - 火野正平（第15作 - 第26作）
経歴：警視庁浅草分室（第15作 - 第20作）
→ 警視庁原宿分室（第21作 - 第26作）
階級は警部補。第21作で太郎、かおりとともに警視庁原宿分室へ転任する。
井上真由美
演 - 鷹城佳世（第21作 - 第25作）、真田あゆみ（第26作）
婦警。

### 警視庁浅草分室
大沢よね
演 - 片桐はいり（第15作 - 第20作・第25作）
分室長。階級は警視。第20作を最後に登場しなかったが、第25作で原宿分室を訪れた際の倉本との会話で、婿を取って寿退職し、実家の創業100年の泥鰌屋を継いだことが明かされた。
紺野みどり
演 - 笹川かおり（第15作）、浅野麻衣子（第16作）、飯島愛（第17作）、青山香那（第18作）、佳田玲奈（第19作）、渋谷亜希（第20作）
婦警。

### その他
山口詩織
演 - 山田まりや（第21作 - 第26作）
かおりの娘。保険調査員。

### ゲスト

#### ピンクハンター（1979年 - 1980年）
第1作「日本に1人しかいない刑事」（1979年）
- 有田 - 高橋昌也
- 沢たまき、樹れい子、矢崎滋

第2作「殺人ゆき新婚旅行」（1980年）
- ナツ子（洋裁店店員） - 松岡明美
- 清（ナツ子の婚約者） - 沼田爆
- 朝丘雪路、岡田真澄、石橋蓮司、尾藤イサオ

#### 混浴露天風呂連続殺人（1982年 - 2007年）
第1作「婚前奥伊豆旅行」（1982年）
- 立川真一（明子の恋人） - 織田あきら
- 宗形明子（スナックのウェイトレス） - 松村和美
- 朱美（町の劇場のショーダンサー） - 風祭ゆき
- 南條（不動産屋） - 石橋雅史
- 本石（旅館組合理事長） - 奥野匡
- ショーダンサー - 坂本マリ、平瀬りえ
- 虎吉（旅館の使用人） - 木村元
- ユキ（お手伝い） - 北島マヤ
- 南條の子分 - 田中幸四郎、飯島大介
- 北天城町町役場職員 - 小池栄
- 天城中央署職員 - 平田守
- 田辺夕子（元旅館のお手伝い） - 香川留美
- 宗方辰造（八重子の夫・15年前 朱美の母の夕子と駆け落ち） - 須永慶
- おばあさん - 秋月喜久枝
- 宗形八重子（明子の母・温泉旅館経営者） - 吉行和子
- 八木下忠兵衛（駐在の巡査） - 穂積隆信
- 刀原章光、斉藤治男、一柳俊之

第2作「にせ夫婦東北ツアー 運ばれた全裸死体」（1983年）
- 湯川多恵（エメラルドファッションカンパニー 社長） - 真木洋子
- 谷口よしみ（湯川の部下） - 八並映子
- リンダ・サンプソン婦人（アメリカ政府高官の妻） - デボラ・デ・スノー
- 中村良男（元教師） - 上原謙
- 中村和子（中村の妻・元教師） - 津島恵子
- 伊藤マリ子（土産物屋店員） - 春川ますみ
- 木村（宮城県警 部長刑事） - 穂積隆信
- 城戸明（ヌードカメラマン） - 佐藤蛾次郎
- 大浜政司（不動産会社社長） - 団巖
- 清水孝代（吉野の恋人） - 江崎和代
- バスガイド - 原田真紀
- 武田亮（大浜の部下） - 大屋隆俊
- 上西三郎（東都大学助教授） - 伊藤裕平
- 吉野貢（バーテン） - 武村明
- モデル - 聖ミカ、紅条かおり
- 警視庁署員 - 井上三千男
- 渋谷署署員 - 武内文平
- 浜元盛順、吉田太門、小田健八

第3作「北海道十勝岳連続殺人 未亡人開放ツアー」（1984年）
- 林弘子（メリーウィドウラベンダー会会長） - 塩沢とき
- 小原加恵（メリーウィドウラベンダー会会員） - 畑中葉子
- 平野直美（メリーウィドウラベンダー会副会長） - 風間舞子
- 本間美佐（女子大生） - 渡辺良子
- 安西悦子（メリーウィドウラベンダー会会員） - 相川圭子
- 旅館の娘 - 吉宮君子
- 佐山シゲル（貿易会社経営者） - 金内喜久夫
- 佐山由紀（佐山の妻） - 中原ひとみ
- 野村（北海道警部長刑事） - 穂積隆信
- 宮川章（ヌードカメラマン） - 市川勇
- 田代（友田組子分） - 大地康雄
- 十勝岳温泉宿主人 - 會田義寛
- リカ（ヌードモデル） - 聖ミカ
- 友田洋介（友田組組長） - 若林豪
- 浜元盛順、仙頭和子、さらだ菜子、諸岡青二、木村恵子、相原幸典、不動鉄兵

第4作「女子大生秘湯ツアー連続殺人 上州路に消えたヌードギャル」（1985年）
- 武田邦彦（旅芸人） - 佐藤蛾次郎
- 大野玲子（亜弓の養母） - 谷口香
- 大野亜弓（サークル「温泉研究会」メンバー） - 沢田和美
- 大平直子（大平の娘・サークル「温泉研究会」メンバー） - 菅原昌代
- 木山みはる（サークル「温泉研究会」メンバー） - 栗田ひとみ
- 岡本久美（サークル「温泉研究会」メンバー） - 竹下ゆかり
- 友川ジュン（サークル「温泉研究会」メンバー） - 城源寺くるみ
- 寺田ゆか（サークル「温泉研究会」メンバー） - 望月真美
- 秋本房子（全身美容術の著名人） - 中村玉緒
- 秋本信夫（房子の夫） - 山内明
- 小澤（「八木節同好会」メンバー） - 橋本春彦
- 木村（群馬県警刑事） - 大地康雄
- 矢吹（探偵） - 及川ヒロオ
- フグ料理店店主 - 五月晴子
- 大野正之（亜弓の養父） - 多田幸雄
- 鹿島（弁護士） - 林昭夫
- 大野家家政婦 - 鷹家昌子
- エステ従業員 - 水村菜穂子
- 刑事 - 石川心一
- 旅館の仲居 - 阿部裕見子
- 麻薬犯 - 宮城健太郎、塚田亘、加藤照男

第5作「湯けむりに消えた女三人旅 田沢湖から乳頭温泉へ」（1986年）
- 川久保節子（出版社社員） - 新藤恵美
- 朝倉きぬ江（専業主婦） - 大信田礼子
- 一之瀬元（鉄鋼会社社員） - 南原宏治
- 黒岩憲太郎（自動車整備工場経営者） - 今井健二
- 朝倉秀夫（きぬ江の夫） - 潮哲也
- 川久保守（節子の夫・きぬ江の不倫相手） - 河原さぶ
- イトウ（秋田県警刑事） - 井上博一
- 駐在 - 粟津號
- 佐竹（旅行代理店勤務） - 坂田祥一郎
- 盗撮カメラマン - 浅見小四郎
- 刑事 - 石川心一
- 早苗（女子大生） - 紗貴めぐみ
- 女子大生 - 新あゆみ、関根律子、池田薫
- ちあき（女子大生） - 佐藤美鈴
- 占い師 - 矢野泰子
- 誘拐された子供の母親 - 五十嵐五十鈴
- 澄子 - さらだ菜々子
- 誘拐された子供 - 布施優一郎

第6作「鬼嫁VS姑プラス小姑 屋久島—霧島—えびの高原ツアー」（1987年）
- 岩村真紀（緑の兄嫁・未亡人） - 長谷直美
- 高見沢直彦（商社マン） - 江藤潤
- 岩村藤子（菊代の長女・出戻り） - 泉じゅん
- 岩村緋紗子（菊代の次女・行かず後家） - 村井京子
- 岩村緑（菊代の三女・女子大生） - 桑田和美
- 女子大生 - 中村真子、松尾亜弓、大友由香、長谷川ミロ
- 岩村菊代（緑の母・旧家の女主人） - 丹阿弥谷津子
- 後藤（刑事） - 穂積隆信
- 川北（不動産屋） - うえだ峻
- 祈祷師 - 三重街恒二
- 瀬川（自称カメラマン） - 嵯峨周平
- 管理人 - 武川信介
- 婦警 - 橋本かな子
- 森山健治、浅川善弘、大石源吾

第7作「OLいいたい放題ツアーと謎の美女」（1988年）
- 北村俊江（宿泊客） - 高田美和
- 水沢悦子（OL） - 甲斐智枝美
- 今野宏美（三隅不動産社員） - 相築彰子
- ジュンコ（OL） - 速水舞
- OL - 小林真琴、織田めぐみ、寺山採子
- 西尾勇次（2年前に傷害事件で逮捕） - 中尾彬
- 島田哲生（三隅不動産社員） - 鹿内孝
- 宮原（「週刊トピックス」ツアー責任者） - 嵯峨周平
- 西尾の傷害事件の被害者 - 三田村賢二
- 並木（島田の大学時代の後輩） - 美角友亮
- 刑事 - 青森伸
- 高橋修一、麻十千照、戸田薫、桂由花、二谷里恵、さらだ菜々子

第8作「那須の殺生石に消えたヌードギャル ピチピチ女子大生 塩原温泉巡り」（1989年）
- 五十嵐陽子（宿泊客） - 萩尾みどり
- 花子（左近太郎の姉） - 白木万理
- 由紀（花子の娘） - 森尾由美
- 野村（由紀の恋人） - 柄沢次郎
- タケモトヨシオ（会社の金を横領） - 田中公行
- タケモトの彼女 - 伊藤幸子
- 松本春美（ホステス） - 水島裕子
- 温泉ギャル - 前原祐子、藤沢まりの、後藤えり子
- 高沢満男（会社社長） - 江夏豊
- 石田孝昭（城西証券 社員） - 藤木孝
- 青木（婦警） - 青木菜々
- かおり宅の隣人 - 谷津勲
- 石田の上司 - 児玉頼信
- 手嶋雅彦、上田弘司、森山健治、南みどり、山本晃、竹末充、中山和子

第9作「宇奈月温泉〜黒部峡谷〜大牧温泉」（1991年）
- 順子（智恵の妹） - 蜷川有紀
- 木田義夫（智恵の内縁の夫） - 佐藤仁哉
- 山本宏（スナック「蜃気楼」客） - 片桐竜次
- 吉沢光代（スナック「蜃気楼」ママ） - テレサ野田
- 山崎智恵（スナック「蜃気楼」ホステス） - 日向明子
- 朝倉（富山県警警部） - 江藤漢
- 伊藤和則（スナック「蜃気楼」客） - 美角優介
- アケミ（スナック「蜃気楼」ホステス） - 湯浅けい子
- ユウコ（会社員） - 林ゆりや
- ヒロミ（会社員） - 杉本笑
- ユキエ（会社員） - 桐嶋ゆう
- アキ（会社員） - 七瀬まみ
- 高村邦男（商事会社の富山支社長） - 横内正
- 老婆 - 飯田テル子
- スナック「蜃気楼」の近所の人 - 花悠子
- 森山健治、田端和志

第10作「阿寒湖〜摩周湖〜知床 ラジオで無差別予告殺人」（1991年）
- 伍代裕次（ラジオ北海道のディスクジョッキー） - 斉木しげる
- 永瀬道代（ディレクター） - 水野あや
- 沢木リョウコ（ホステス） - 川島美津子
- 島田トシオ（カメラマン） - 浅見小四郎
- カズエの友人 - 羽田圭子、渡辺千尋、竹田久美
- カズエ - 浅井理恵
- 間寛平（タレント） - 間寛平（本人役）
- 編集長 - 野口貴史
- 工藤（釧路中央警察署 刑事） - 山崎満
- ナオミ（アシスタント） - 夏海京子
- リョウコの友人 - 土屋貴子
- 浅川仁義、大道寺俊典、池沢たつや、渡辺丞祐

第11作「豪華別荘のアリバイ崩し 伊豆大島〜新島〜式根島」（1992年）
- 大野木綾（大野木の妻・山口かおりの友人） - 土田早苗
- 村上圭次郎（推理小説家） - 天田俊明
- 田之倉義雄（大日化学 社長） - 佐原健二
- 大野木伸介（大野木グループの御曹司） - 石丸謙二郎
- 矢島慎治（俳優） - 塩野谷正幸
- 高沢悦子（村上の妻・推理小説家） - 水野あや
- 林好美（田之倉の秘書・元クラブホステス） - 水原ゆう紀
- 矢島宏子（矢島の妻・元アイドル歌手） - 橘ゆかり
- 岩瀬（新島東警察署 刑事） - 田中公行
- 編集長 - 北原弘一
- バーのマスター - 志賀圭二郎
- C・Dギャルズ - 森本美穂、荒木美操、宮下ナオ、如月しいな
- チンピラ - テンション（小浦一優、田口浩正）
- 平山せい

第12作「誘拐された美人社長の謎 温泉ギャルみちのく秘湯大追跡！瀬波〜胎内〜白布〜新高湯〜五色〜滑川温泉」（1993年）
- 桑野康子（ブティック社長） - 大場久美子
- 松永和夫（康子の元恋人） - 我王銀次
- 野崎信弘（康子の共同経営者） - 石井愃一
- 芝山隆義（フリーライター） - 後藤修
- 川村陽子（元客室乗務員） - 篁友紀子
- 山田（新潟県警刑事） - 卜字たかお
- 芳江（ブティック店員） - 夏海京子
- 週刊娯楽情報社編集長 - 中村元則
- 宗川旅館女将 - 阿部裕見子
- 管理人 - 森康子
- 温泉ギャルズ - 高見沢杏奈、星野みさ、石原ゆり、大崎支津穂
- 緋口アキラ、神威狂児、篠田高信

第13作「雨の奥飛騨に消えた影 ヌードギャル秘湯ツアー 白骨〜濁河〜新穂高」（1994年）
- 中沢玲子（広告デザイナー） - 麻倉未稀
- 高木和雄（高木インテリア 社長） - 長谷川哲夫
- 山村（岐阜県警刑事） - 福田豊土
- 黒木利夫（玲子の知り合い） - 菊池孝典
- 秋山冴子（クラブ「クリス」チーママ） - 水木薫
- クラブ「クリス」ママ - 日高久美子
- 田中（原宿西警察署刑事） - 嵯峨周平
- 島崎（北辰建設松本支社経理部部長） - 朱源実
- 風俗店店長 - 水森コウ太
- 佐藤（北辰建設松本支社経理部 社員） - 田端和志
- 旅館女将 - 小日向真紀子
- 温泉ギャルズ - 安藤有里、菊地麻希、亜月美代子、北岡うらら
- 河合康史、宮脇順、渡部守、武田和明、水波博和

第14作「ヌードギャルみちのく秘湯激安ツアー 殺意の風景」（1994年）
- 相沢由美（ツアーコンダクター） - 村上聡美（幼少期：坂本朋子）
- 山崎（秋田県警刑事・鉢山秀才の高校時代の同級生） - 井上博一
- 浅倉和雄（浅倉興業 社長） - 三角八朗
- 岡島圭一（岡島商事 社長） - 山本紀彦
- 島野義雄（資産家・12年前 首吊り自殺） - 信実一徳
- 旅館の主人 - 城後光義
- 芳江（島野家の元お手伝い） - 山本道子
- 相沢昭代（島野の元妻） - 駒塚由衣
- 宮下香代子（ブティック経営者） - 西川峰子
- 温泉ギャルズ - 冴島奈緒、五十嵐えりか、飯島祥子、岩崎明日香
- 佐川 - 日野弘基
- 寺田 - 上田弘司
- 田中（岡島商事社員） - 水森コウ太
- 浅倉興業社員 - 伊藤正博
- 刑事 - 真鍋敏宏

第15作「那須高原に消えた美人ダンサーの秘密“ヌードギャル”と“温泉の鉄人”秘湯ツアー 那須温泉郷〜甲子温泉」（1995年）
- 中原由美子（クラブ「琥珀」チーママ） - 石野陽子
- 田島美江（ダンサー・山口かおりの友人） - 青山知可子
- 河村雄一（被害者） - 美角優介
- 山室（福島県警刑事） - 諏訪太朗
- 光子（クラブ「琥珀」ママ） - 志水希梨子
- 温泉ギャルズ - 麻宮淳子、駒井なつき、相舞みい、野田雅代
- 岩木信夫（殺人事件の容疑者） - 本田博太郎
- 河村の元同僚社員 - 西牟田恵
- レンタカー店の店員 - 芦田由夏
- 由美子のマンション管理人 - 牧口元美
- ローンズプラネット 社員 - 青砥洋
- 相川勇（プラネット興業 社長） - ト字たかお
- 水上彩

第16作「美乳ギャル奥信濃秘湯ツアー 東京行進曲が謎を解く！切明温泉〜野沢温泉〜信州高山温泉〜七味温泉」（1996年）
- 杉山孝雄（古美術商） - 黒田アーサー
- 香川恵子（美容師） - 伊藤美紀
- 平田健一（六本木のバーテン） - 竹本孝之
- 坂崎浩（恵子を追っている男） - 久保田篤
- 伊沢庄次郎（強盗被害者） - 大下哲也
- 鶴岡（長野県警刑事） - 奥久俊樹
- トモミ（温泉ギャルズ） - 吉岡ちひろ
- 温泉ギャルズ - 田中真琴、中山里菜、河名麻衣
- 村野和則（観光客） - 市原清彦
- 村野澄代（村野の妻） - 木村翠
- 中山晋平記念館の職員 - 菅野達也
- 美容師 - 三輪優
- クラブ従業員 - 横江剛
- 旅館従業員 - 加世幸市
- フロント係 - 真鍋敏宏
- 天然岩風呂温泉主人 - 森喜行
- 美女 - 一ノ瀬やす子
- 木原杏子（風俗嬢） - 麻田かおり
- 横江剛、加世幸市、真鍋敏宏、森喜行、宮脇順

第17作「謎の整形美女を追って列島温泉大縦断！特選ギャル爆発入湯!! 北海道洞爺湖温泉〜真狩温泉 ニセコ薬師温泉〜ひらふ温泉 秋田乳頭温泉〜信州白骨温泉 九州桜島古里温泉〜妙見温泉 阿蘇地獄温泉〜由布院温泉」（1997年）
- 藤野和美（スナックのママ・本名は宮内加奈子） - 高橋ひとみ
- 野木幹夫（神奈川日報） - 丹波義隆
- 村岡（北海道警 刑事） - 穂積隆信
- 池山俊雄（土産物屋の主人） - 並樹史朗
- 宮内初江（加奈子の母） - 今井和子
- 島田の父親 - 吉田良全
- あこちゃん（スナックの従業員） - 沢木蘭野
- 乳頭温泉郷の人 - ト字たかお
- 島田の上司 - 本田清澄
- 島田哲夫（被害者・北海道在住） - 加藤英真
- 西尾浩（被害者） - 上田弘司
- ホテルのフロント - 沼崎悠
- 岩崎光代（加奈子の職場の元同僚） - 中谷ひとみ
- 須田の後輩 - 中山弟吾朗
- 須田裕介 - 中条きよし（友情出演）
- 大沢よねの交際相手 - 間寛平
- ニセコ町の住人 - 今井あずさ
- 温泉ギャルズ（北海道・秋田） - 寿綾乃、小枝りす、藤谷かな、瞳リョウ
- 温泉ギャルズ（信州） - 篠原真女、舞島美織、土方ひかる、小野美晴
- 温泉ギャルズ（九州） - 森原由紀、小室友里、杉本麗奈、メイファ
- 藤沢奈美、柏木千春、小井塚登、北脇徹、斉藤恵美子、椿睦子、太田洋一郎、秋吉左近

第18作「みちのく津軽の秘湯に消えた女 黄金崎不老ふ死－岩木山嶽温泉－ランプの宿－黒石こみせ－温川温泉」（1998年）
- 水島陽子（工藤の恋人） - 西崎みどり
- 山崎邦雄（カメラが趣味の男） - 若松武史
- 工藤敏彦（スナック「エルム」バーテン） - 佐藤浩之
- 今井伸明（現金強奪事件の犯人） - 工藤俊作
- 木村（所轄署刑事） - 津久井啓太
- 熊倉（青森県警刑事） - 五十嵐正敏
- 石野宏（自動車修理工場「イシノ」経営者） - 菅野達也
- 志津代（スナック「エルム」ママ） - 高柳葉子
- 自動車修理工場「イシノ」事務員 - 小川はるみ
- 智美（温泉ギャルズ） - 西田ももこ
- 裕子（温泉ギャルズ） - 桃井マキ
- 光代（温泉ギャルズ） - 川村千里
- 夏江（温泉ギャルズ） - 君崎ゆい
- 美坂哲男（温泉の達人） - 美坂哲男（本人役）
- 相川（美坂の弟子） - 長江英和
- 稲垣（美坂の弟子） - 大島宇三郎
- 野津こうへい、中村徳彦、木村くに、宮本遙、藤本郁弥、田名辺元、倉田和人

第19作「信州塩の道に消えたマルタイの謎 リベンジ刑事とカリスマ温泉ギャルの信濃路秘湯ツアー 姫川温泉〜笹倉温泉〜白馬八方温泉 信濃大町温泉〜蓼科温泉」（1999年）
- 杉野敏夫（紀行作家） - 新藤栄作
- 岩崎祥子（岩崎の養女） - 立原麻衣
- 松田修一（探偵・元警察官） - 大河内浩
- 岩崎辰雄（資産家） - 千波丈太郎
- 進藤勇治（挙動不審の男） - 坂田尚彦
- 宮野明美（挙動不審の女） - 葉山レイコ
- 芝山満男（鋳物問屋の従業員） - 加藤純平
- 安本（長野県警刑事） - 掛田誠
- 智美（温泉ギャルズ） - 美咲レイナ
- 夏江（温泉ギャルズ） - 南あみ
- 雅子（温泉ギャルズ） - 青木里枝
- 由香（温泉ギャルズ） - 広瀬和菜
- ホキ徳田（作家ヘンリー・ミラーの元妻） - ホキ徳田（本人役）
- 陽子（芝山の元妻） - 中上ちか
- 今村（杉野の部下） - 篠田高信
- 鋳物問屋の社長 - 伊藤正博
- 中島浩（司法書士） - 上田弘司
- 芝山のマンションの管理人 - 網野あきら
- ホテルのフロント係 - 柳原妙
- 塩の道博物館の館員 - 池田武志
- 浅川美江（元銀座のバー経営者・杉野の愛人） - 日向明子

第20作「世紀末！リストラ刑事とパラパラ温泉ギャルのみちのく秘湯大追跡！二千円札の裏に隠された美女の秘密」（2000年）
- 松尾千香子（大学の理事長夫人） - 朝加真由美
- 伊関和彦（ホスト・千香子の愛人） - 加納竜
- 谷口桂子 - 横須賀蓉美
- 新田留美 - 大賀埜々
- 田辺洋介（スナック経営者） - 伊丹幸雄
- 宮崎裕也（安比高原のホテル支配人・左近太郎の大学時代の友人） - 望月太郎
- 野島泰枝（美容院経営者） - 徳永しのぶ
- 岩崎淳子（フリールポライター・田辺の元恋人） - 宝城清子
- スナック従業員 - 津久井啓太
- 真佐代を狙う男 - 三原康可
- 刑事 - 佐藤裕一
- 古城真佐代（レディコミ作家・藤原幸治郎の後妻） - 夏樹陽子
- 藤原貴司（藤原幸治郎の息子） - 米田基
- 藤原貴司の恋人 - 田島知佳
- 内田（秋田県警刑事） - 沢田統要
- 可南子（パラパラギャルズ） - 時任歩
- パラパラギャルズ - 篠原まこと、片瀬ほのか、五十嵐ゆうか
- 太神楽師 - 海老一染之助・染太郎
- 岩崎徹雄（舞台役者・淳子の父） - 伊東元晴
- 小出慎治（貿易業者） - 南條豊
- 黒石（警部） - エド山口
- 矢野（刑事） - 加賀谷純一
- 赤坂麻紀、里見まや

第21作「五浦温泉〜那須殺生石〜塩原もみじ谷大吊橋 封印された親娘の謎 温泉刑事トリオVS混浴女子大生 聖域なき秘湯ツアー」（2001年）
- 木下栄次郎（陽子の父） - 草野裕
- 寺沢浩之（会社員） - 杉崎ひろや
- 添島康夫（陽子の元恋人） - 木下政信
- 森岡秋子（ブティック店長） - 穂坂優子
- 篠田陽子（5年前のレイプ事件の被害者） - 森真由美
- 米山（茨城県警五浦署刑事） - 椎名泰三
- 住職 - 土井俊明
- フロント係 - 市原真吾
- 隣人 - 上原由恵
- 刑事 - 中山克己、日高哲也
- 篠田孝雄（文雄の弟） - 田邊年秋
- 混浴女子大生 - 清水かおり、零忍、天野♥こころ、吉井愛美
- 笠井（那須警察署刑事） - 重松収
- 下川勇（下川探偵事務所の探偵） - 野添義弘
- 芝山晃（レイプ事件の犯人） - 大村波彦

第22作「東京〜長崎〜雲仙 温泉デカの名推理！島原の子守唄に秘められた謎」（2002年）
- 笠原涼子（光彦の秘書） - 沖直未
- 高沢正二（不動産ブローカー） - 塩野谷正幸
- 河辺武男（新郎の父） - 小沢象
- 田所礼子（田所の妻） - 斉藤林子
- 飯島康夫（礼子の弟） - 樋口浩二
- 清水（長崎県警捜査一課 刑事・米山の部下） - 江上真吾
- アケミ（飯島の愛人） - 奏谷ひろみ
- 下山綾乃（田所家の元家政婦） - 三上瓔子
- 長崎の不動産業者 - 工藤貴史
- 笠原アキラ（涼子の息子） - 和久井裕貴
- 混浴専門学校生 - 伊藤千夏、星川みなみ、宝来みゆき、はらだはるな
- 刑事 - 浅沼晋平、中嶌聡
- 米山春樹（長崎県警捜査一課課長） - 大浦龍宇一（二役）
- 田所光彦（不動産経営者） - 永島敏行

第23作「日光・鬼怒川 ウラ日本史の謎！保険金殺人事件を湯けむりの中で推理する名刑事」（2003年）
- 宇野雅夫（養護施設の出資者） - 六平直政
- 安西桂子（クラブママ・前田の愛人） - 小松みゆき
- 金井（保を追っている男） - 冨家規政
- 安西保（桂子の弟） - まるの保
- 露天風呂の客 - 品川徹
- クラブ従業員 - 宮内大
- 殺し屋 - 加藤啓、堀本能礼
- 混浴ギャルズ - 風野舞子、瑞樹なな、星野メグ
- 前田幸三（建設会社社長） - 南條豊
- 久保田（宇都宮中央警察署 刑事） - 森下哲夫
- 坂本良男（工藤信一） - 小松政夫
- 前田麻美（前田の妻・建設会社副社長） - 渡辺典子

第24作「大誘拐！秘湯捜査線 蔵王〜銀山〜赤倉〜泥湯〜鎌先温泉」（2004年）
- 武藤明（誘拐の首謀者） - 原田大二郎
- 荒井律子（和田の恋人） - 宝積有香
- 金井（置き引き常習犯） - 小井塚登
- バーのマスター - 本田清澄
- 東山苺（東山の妻） - 山田邦子
- 東山順次（資産家） - 駒田一
- 小川加代（東山家のお手伝い） - 赤坂麻紀
- 野村（酒井の子分） - 小林すすむ
- 及川（酒井の子分） - 江端英久
- 岡田（秋田県警刑事） - 岡田正
- 橋野（秋田県警刑事） - 松田優
- 和田俊夫（1か月前自殺） - まるの保
- 温泉ギャル - 明乃夕菜、三津なつみ、進藤玲菜、夜桜すもも
- 山形の農夫 - 工藤貴史
- 和田ひな子（和田の母・東山家の元お手伝い） - 宮園純子
- 酒井芳男（温泉コンサルタント） - 清水綋治
- 岸川正史、古池一子、羽村実千代、伊藤明美、高橋みや子、木戸さゆり

第25作「角館〜乳頭温泉〜男鹿 愛欲殺人旅行！混浴外国人留学生秘湯めぐり」（2006年）
- 小宮山環（会社社長） - 川島なお美
- 津村圭介（環の恋人で会社の共同経営者） - 中根徹
- 川島千絵（津村の元恋人） - 街田しおん
- 山野辺八重（左和子の母） - 伊藤こうこ
- 三上章（千絵の恋人） - 芦田昌太郎
- 山野辺左和子（左近太郎の隠し子だという娘） - 田中夏子
- 佐々木直彦（佐々木とふじ子の息子・2年前自殺） - 平松豊
- 林（建築士） - 古賀天馬
- うどん屋店員 - 藤原尚美
- 岩瀬晴男（弁護士） - 野村信次
- 佐々木勉（直彦の父） - 片桐竜次
- 佐々木ふじ子（佐々木の妻） - 宇津宮雅代
- クラウディア（女子大生） - ハルカ・オース
- 京子（女子大生） - 美咲沙耶
- 早苗（女子大生） - 中野千夏
- ユリ（女子大生） - 山本瞳子
- 警官 - 岡田勝

第26作「〜箱根・伊豆〜セレブの夢が泡と散る バブルに踊った女たちの傷跡 さらば温泉刑事 最後の秘湯で愛を誓う！」（2007年）
- 橘雪江（箱根強羅温泉「山田家」女将・直木の亡父の後妻） - 有森也実
- 橘直木（山口詩織の婚約者・箱根強羅温泉「山田家」の跡取り） - 鳥羽潤（幼少期：星野亜門）
- 久保田真紀（人材派遣会社社長） - 辻沢杏子
- 関根（伊豆中央警察署 警部） - 大河内浩
- 梅原節子（直木の実母・18年前死亡） - 芦田由夏
- 青木（伊豆中央警察署 刑事） - 古賀天馬
- 温泉愛好会 - 持田茜、赤井チエリ、城本久美、高崎もえ
- 遊び人 - 寺田清正
- ワサビ田の老人 - 穂積隆信
- 門倉哲生（美也子の夫・脳外科医） - 中島久之
- 久保田昇（真紀の夫） - 山崎銀之丞
- 門倉美也子（専業主婦） - 洞口依子
- 藤田侑、織金健史、新井秀明、山本恵、原綾子、纐纈玲子

## スタッフ

### ピンクハンター
- 原作 - カーター・ブラウン
- 脚本 - 窪田篤人
- 音楽 - 井上忠夫
- 演出 - 福本義人（1985年10月以降、共同テレビジョンへ移籍している）
- 制作 - 朝日放送、テレパック

### 混浴露天風呂連続殺人
- 脚本 - 石川孝人、篠崎好、中村勝行、あさだみき、土屋保文、大野武雄、小林政広
- 音楽 - 井上大輔
- 監督 - 小野田嘉幹、福本義人、脇田時三、山内宗信、大室清、大久保智己、村上牧人
- 技術協力 - パビック（第1作 - 第14作）、フォーチュン
- 照明協力 - サンライズアート（第1作 - 第14作）、バル・エンタープライズ
- 編集技術 - パビック（第1作 - 第14作）、映広
- 美術協力 - NHKアート、テイクシステムズ、アイ・アール
- プロデューサー
  - ABC - 杉本宏、福永喜夫、辰野悦央、東浦陸夫、森山浩一、柴田聡
  - テレパック - 関口静夫、小橋智子、篠原茂、橋本寛
- 制作 - 朝日放送→ABC（1989年から）、テレパック

## 放送日程
- 第17作は「20周年特別企画」。
- 第22作は「25周年記念スペシャル」。

| 話数                 | 放送日         | サブタイトル | 脚本                | 監督           | 視聴率         |
| ピンクハンター       | ピンクハンター | ピンクハンター | ピンクハンター      | ピンクハンター | ピンクハンター |
| -------------------- | -------------- | --- | ------------------- | -------------- | -------------- |
| 1                    | 1979年05月19日 | 日本に1人しかいない刑事（原作：『変死体』） | 窪田篤人            | 福本義人       | 14.2%          |
| 2                    | 1980年11月22日 | 殺人ゆき新婚旅行（原作：『ストリッパー』） | 窪田篤人            | 福本義人       | 17.9%          |
| 混浴露天風呂連続殺人 |                | |                     |                |                |
| 1                    | 1982年10月16日 | 婚前奥伊豆旅行 | 石川孝人            | 小野田嘉幹     | 19.7%          |
| 2                    | 1983年11月19日 | にせ夫婦東北ツアー 運ばれた全裸死体 | 石川孝人            | 福本義人       | 25.2%          |
| 3                    | 1984年11月17日 | 北海道十勝岳連続殺人 未亡人開放ツアー | 石川孝人            | 福本義人       | 24.6%          |
| 4                    | 1985年11月23日 | 女子大生秘湯ツアー連続殺人 上州路に消えたヌードギャル | 石川孝人            | 福本義人       | 25.1%          |
| 5                    | 1986年09月20日 | 湯けむりに消えた女三人旅 田沢湖から乳頭温泉へ | 篠崎好              | 脇田時三       | 28.6%          |
| 6                    | 1987年04月18日 | 鬼嫁VS姑プラス小姑 屋久島—霧島—えびの高原ツアー | 篠崎好              | 脇田時三       | 23.6%          |
| 7                    | 1988年11月19日 | OLいいたい放題ツアーと謎の美女 | 中村勝行            | 脇田時三       | 18.1%          |
| 8                    | 1989年10月21日 | 那須の殺生石に消えたヌードギャル ピチピチ女子大生 塩原温泉巡り | 中村勝行            | 脇田時三       | 25.0%          |
| 9                    | 1991年01月19日 | 宇奈月温泉〜黒部峡谷〜大牧温泉 | 中村勝行 あさだみき | 脇田時三       | 20.5%          |
| 10                   | 7月20日        | 阿寒湖〜摩周湖〜知床 ラジオで無差別予告殺人 | 中村勝行            | 脇田時三       | 20.2%          |
| 11                   | 1992年07月18日 | 豪華別荘のアリバイ崩し 伊豆大島〜新島〜式根島 | 中村勝行            | 脇田時三       | 18.5%          |
| 12                   | 1993年07月17日 | 誘拐された美人社長の謎 温泉ギャルみちのく秘湯大追跡！ 瀬波〜胎内〜白布〜新高湯〜五色〜滑川温泉                                                                                                | 中村勝行            | 脇田時三       | 17.7%          |
| 13                   | 1994年07月16日 | 雨の奥飛騨に消えた影 ヌードギャル秘湯ツアー 白骨〜濁河〜新穂高 | 中村勝行            | 脇田時三       | 18.2%          |
| 14                   | 10月15日       | ヌードギャルみちのく秘湯激安ツアー 殺意の風景 | 中村勝行            | 山内宗信       | 17.1%          |
| 15                   | 1995年11月18日 | 那須高原に消えた美人ダンサーの秘密 “ヌードギャル”と“温泉の鉄人”秘湯ツアー 那須温泉郷〜甲子温泉                                                                                                | 中村勝行            | 大室清         | 15.7%          |
| 16                   | 1996年12月21日 | 美乳ギャル奥信濃秘湯ツアー 東京行進曲が謎を解く！ 切明温泉〜野沢温泉〜信州高山温泉〜七味温泉                                                                                                  | 中村勝行            | 脇田時三       | 18.1%          |
| 17                   | 1997年12月27日 | 謎の整形美女を追って列島温泉大縦断！特選ギャル爆発入湯!! 北海道洞爺湖温泉〜真狩温泉 ニセコ薬師温泉〜ひらふ温泉 秋田乳頭温泉〜信州白骨温泉 九州桜島古里温泉〜妙見温泉 阿蘇地獄温泉〜由布院温泉 | 中村勝行            | 脇田時三       | 14.8%          |
| 18                   | 1998年11月21日 | みちのく津軽の秘湯に消えた女 黄金崎不老ふ死－岩木山嶽温泉－ランプの宿－黒石こみせ－温川温泉                                                                                                   | 中村勝行            | 脇田時三       | 18.2%          |
| 19                   | 1999年12月18日 | 信州塩の道に消えたマルタイの謎 リベンジ刑事とカリスマ温泉ギャルの信濃路秘湯ツアー 姫川温泉〜笹倉温泉〜白馬八方温泉 信濃大町温泉〜蓼科温泉                                                     | 中村勝行            | 脇田時三       | 16.6%          |
| 20                   | 2000年12月16日 | 世紀末！リストラ刑事とパラパラ温泉ギャルのみちのく秘湯大追跡！ 二千円札の裏に隠された美女の秘密                                                                                               | 土屋保文            | 脇田時三       | 17.2%          |
| 21                   | 2001年12月15日 | 五浦温泉〜那須殺生石〜塩原もみじ谷大吊橋 封印された親娘の謎 温泉刑事トリオVS混浴女子大生 聖域なき秘湯ツアー                                                                                   | 中村勝行            | 脇田時三       | 18.0%          |
| 22                   | 2002年12月21日 | 東京〜長崎〜雲仙 温泉デカの名推理！島原の子守唄に秘められた謎 | 中村勝行 大野武雄   | 脇田時三       | 16.9%          |
| 23                   | 2003年12月20日 | 日光・鬼怒川 ウラ日本史の謎！ 保険金殺人事件を湯けむりの中で推理する名刑事 | 小林政広            | 大久保智己     | 12.2%          |
| 24                   | 2004年12月18日 | 大誘拐！秘湯捜査線 蔵王〜銀山〜赤倉〜泥湯〜鎌先温泉 | 小林政広            | 大久保智己     | 13.3%          |
| 25                   | 2006年01月21日 | 角館〜乳頭温泉〜男鹿 愛欲殺人旅行！混浴外国人留学生秘湯めぐり | 篠崎好              | 脇田時三       | 15.2%          |
| 26                   | 2007年01月20日 | 〜箱根・伊豆〜 セレブの夢が泡と散る バブルに踊った女たちの傷跡 さらば温泉刑事 最後の秘湯で愛を誓う！                                                                                          | 篠崎好              | 村上牧人       | 13.3%          |

- 視聴率はビデオリサーチ調べ、関東地区・世帯